# مخلاف (یمن)
 مخلاف  نام روستایی است در عزلهٔ (هلال بنی عامر)، از توابع استان مَهره در کشور یمن در شبه جزیره عربستان. 
جمعیت آن ۷۹ نفر (۵ خانوار) می‌باشد.